# Douangdeuane Bounyavong
Douangdeuane Bounyavong (Laosià ດວງເດືອນ ບຸນຍາວົງສ Dūangdư̄an Bunyāvong), també coneguda pel nom de soltera, Douangdeuane Viravongs, (n. 1947) és una investigadora tèxtil i escriptora laosiana en laosià i anglès.

## Biografia
Descendent d'una família amb rica tradició cultural i filla del gran investigador laosià Maha Sila Viravongs (1905-1987), estudià a Laos i a França. En tornar al seu país, es dedicà a la literatura i cultura tradicionals laosianes, especialment al relat èpic Thao Hung Thao Cheuang, del que en faria una edició crítica. Posteriorment es concentrà a la recerca en el camp tèxtil, un àmbit on Laos té una riquíssima tradició. En recopilà mostres i tècniques, i reivindicà la importància clau de les dones que s'hi havien dedicat. El 1990 fundà, amb quatre dones més, el Grup per a la promoció de l'art i els tèxtils laosians. A l'any sobre fou guardonada amb la UNESCO Craft Prize.
Douangdeuane Bounyavong, vídua d'Outhine Bounyavong (1942-2000, un dels autors laosians més coneguts), amb el seu nom o amb el pseudònim Dok Ked ha publicat diversos poemaris, novel·les i llibres de tema tèxtil, i ha transcrit nombroses històries tradicionals de Laos, la més coneguda de les quals és Kam Pha Phi Noi (El petit orfe i l'esperit). Impulsà biblioteques en zones rurals i ha treballat per millorar les condicions laborals del mestres laosians. Fundà i dirigeix l'editorial i llibreria Dokked (2002) i la biblioteca Maha Sila Viravongs  (2004), ambdues a Vientiane.
El 2005 obtingué el premi d'Arts Asiàtiques Fukuoka en l'especialitat d'Art i Cultura.

### En laosià
- Dō̜kkēt  'Athan hǣng phongphai Viangchan: Bō̜risat Phainām Kānphim læ Khō̜mphiutœ, 1995 (Novel·la)
- Dō̜kkēt Dō̜k sutthāi lư̄ ngām [Vientiane]: Kom Vannakhadī læ Vatthanatham Mahāson, 1995 (Biografia de Mari Viravong, mare de l'autora)
- Douangdeuane Bounyavong i cols. Phǣnphan lāi nai sin sāimai = Infinite Design: The Art of Silk Vientiane: Lao Women's Union, 1995 (En laosià i en anglès)
- Douangdeuane Bounyavong Thao Hung Khun Cheuang, Weeraburut song phang khong [the Hero of the Two Sides of the Mekong River Banks] Bangkok: Phikkhanet Printing Center, 1995
- Douangdeuane Bounyavong Vatchanānukom pakō̜p hūp Vientiane: K. S. Kanphim, 1998 (Diccionari infantil en imatges)
- Dō̜kkēt Chotmāi nī khō̜ fāk thœng ʻāi: hōm lư̄angsan Vientiane: Dokket, 2004 (Recull d'històries curtes)
- Douangdeuane Bounyavong i cols. Thao Hung Thao Cheuang Epic: Adaptation into Modern Prose Vientiane: The National Library of Laos, 2000 (Text en laosià, parts en anglès)
- Douangdeuane Bounyavong, Inkiane Dejvongsa Mư̄a mǣ khao khuk: lưangching khō̜ng phūying khonnưng = When Mother Was In Prison Vientiane: Dokked, 2004 (En laosià i en anglès)

### En anglès
- Douangdeuane Bounyavong, Othong Khaminxu  Traditions and rites in Thao Hung epic Vientiane: Vannasin, 1991
- Douangdeuane Bounyavong A comparative study on the political ideology expressed in the Thao Hung Thao Cheaung epic, with reference to local chronicle of Lao-Thai groups Tokyo: Institute of Asian Cultures - Sophia University, 1995
- Duang Deuane Bounyavong, Kham Pin Phiatheb Report on the survey and situation regarding the trafficking of children in Lao PDR Vientiane: PDR, 1995 (Microforma d'un informe per l'UNICEF)
- Douangdeuane Bounyavong i cols. Legends in the Weaving Vientiane: Dokked, 2001
- Douangdeuane Bounyavong Lao textiles: prayers floating on fabric Fukuoka-shi: Fukuoka Art Museum, 2005 (Text en anglès i japonès)